# Médias en Côte d'Ivoire
 (juin 2012).
Si vous disposez d'ouvrages ou d'articles de référence ou si vous connaissez des sites web de qualité traitant du thème abordé ici, merci de compléter l'article en donnant les références utiles à sa vérifiabilité et en les liant à la section « Notes et références ».
Les médias en Côte d'Ivoire sont régis, depuis 1991, par la loi,,. Une commission nationale de la presse et un conseil national de la communication audiovisuelle (HACA) ont été créés. En 2017, la commission nationale de la presse a été remplacé par l'Autorité Nationale de la Presse. Des concessions de service public ont alors été signées entre l'État et des entreprises privées de radiodiffusion et de télévision.
Le groupe de télévision publique ivoirien est le Groupe RTI (Radiodiffusion Télévision Ivoirienne). Celui-ci diffuse trois chaînes publiques de télévision réunies au sein de l'entité : RTI 1, RTI 2 et La 3. Elles proposent respectivement une moyenne de 10 à 13 heures et 6 à 8 heures de programmes quotidiens chacune. La RTI gère également deux radios : Radio Côte d'Ivoire et Fréquence 2.

## Secteur privé

### Dérives du militantisme, rumeur et sensationnalisme
Dans leur grande majorité, les journaux ivoiriens soi-disant d’information générale sont le terrain d'invectives entre les différentes tendances politiques. L’usage du sensationnalisme, de la rumeur, de la diffamation et du chantage est monnaie courante. Si bien qu’à mesure que les tensions politiques s’accentuent, les règles de bien-séance sont ouvertement bafouées et les appels à la haine sont nombreux et entretenus dans le temps. En avril 2011, un observateur ivoirien rapporte : En Côte d’Ivoire, on dit souvent que le dimanche, il n’y a pas de crise, simplement parce qu’il n’y a pas de journaux ce jour-là.
Parmi les quotidiens privés, on peut citer Notre Voie, qui succède à La Voie en 1998, le Jour plus, Soir Info, le Libéral ou encore L'Inter. Dans ce paysage, le quotidien Le Jour plus, se dégageant des clivages partisans, a longtemps fait figure d’exception.

## Syndicats et associations professionnelles
Le paysage médiatique ivoirien est caractérisé par le grand nombre de syndicats et d’associations professionnelles.

### Un syndicalisme fragmenté
Le groupe RTI compte quatre syndicats :
- le Syndicat des agents de l’information, le Snin-fo ;
- le Syndicat des agents de la RTI, le Synarti ;
- le Syndicat du personnel de la RTI, Syper-ti.
- le syndicat National de la communication, le SYNACOM-Ci

Le Syndicat des agents de Fraternité Matin (Synafratmat) regroupe tous les travailleurs de Fraternité Matin. La presse privée a son syndicat depuis seulement 1999. La multiplicité des syndicats dans le paysage médiatique s’explique, pour une large part, par la grande différence des statuts : Fraternité Matin, média de service public, est pourtant régi par le droit privé du travail ; tandis que la RTI, elle, faisait encore partie de la Fonction publique jusqu’à son récent changement de statut qui en a fait, selon les textes, une société d’économie mixte de type particulier (RTI – SEMTP). Les grilles de salaires n’étant pas les mêmes, les conditions de travail et les outils de travail également, il était difficile de convenir d’une plate-forme syndicale. Les syndicats – maison  étaient censés mieux connaître les spécificités de chacune des situations et  être en mesure d’apporter des solutions adéquates aux problèmes rencontrés par le personnel des différents médias.

### Associations spécialisées
Les associations spécialisées sont apparues à partir des années 1990. À la suite d'un séminaire organisé par l’Union européenne en prélude à la première édition du Marché des arts du spectacle africain (MASA), les journalistes culturels de 15 pays africains, du Canada et de la France ont décidé de créer le réseau des journalistes culturels africains francophones (Rejcaf). Depuis lors, d’autres associations spécialisées ont vu le jour :
- l'Union des journalistes culturels de Côte d’Ivoire (Ujocci)
- l'Union nationale des journalistes de la presse sportive de Côte d’Ivoire (UNPSCI)
- l’Association des journalistes sportifs de Côte d’Ivoire (Ajosci)
- la Presse diplomatique
- la Presse politique
- la Presse économique
- les journalistes de l’environnement
- Association ivoirienne des journalistes et communicateurs catholiques (AIJCCa)

Au-delà de ces associations spécialisées existe l'Union Nationale des Journalistes de Côte d'Ivoire (UNJCI) créée le 25 novembre 1991 et ayant à son actif la conception et l'adoption (en date du 29 août 1992) du code de déontologie régissant les journalistes de Côte d'Ivoire. L'UNJCI décerne, tous les deux ans, depuis 1993, le prix Noël X. Ebony aux meilleurs agents de la presse.

## Télévision
Accusant un déficit de près de 7 milliards de francs CFA (10,7 millions d'euros), l'entreprise publique RTI est depuis août 2001 engagée dans une phase de restructuration. La privatisation de TV2 est prévue.
Canal+ Horizons est la seule chaîne de télévision privée à émettre sur le réseau hertzien d'Abidjan (depuis le 21 janvier 1994). La chaîne à péage en langue française à destination du continent africain est une filiale de Canal+. Canal+ Horizons suit le même concept de programmation que celui de Canal+ dont elle relaie intégralement le signal. Aucune production propre. Ni publicités, ni émissions locales.
Canal+ Horizons compte près de 40 000 foyers abonnés locaux.
TV5 Monde, la télévision internationale, est "offerte en +" aux abonnés de Canal+ Horizons mais peut-être reçue directement comme CFI-TV, autre chaîne satellitaire. Également disponible sur abonnement : Canal+ Vert.
Les chaînes de télévision du bouquet satellite francophone "Le Sat" (100 000 abonnés en Afrique), propriété de l'ex-Sofirad, sont reçues à Abidjan grâce à une antenne MMDS : TV5 Afrique, RTL9, Festival, TiJi, Mangas, MCM Africa (déclinaison de MCM), Euronews, Planète+, etc. Une offre audio permet l'accès gratuit à quelques programmes de radio - ils s'écoutent sur les haut-parleurs du téléviseur ou sur une chaîne hi-fi raccordée au terminal numérique : RFI, Média Tropical et Africa no 1. Un simple appui sur la touche "radio" de la télécommande donne accès aux stations diffusées.
Quelques promoteurs nationaux ont présenté divers projets de télés privées devant l'autorité de régulation (Conseil national de la communication audiovisuelle - CNCA). Exemple : Afric Channel, annoncée pour janvier 2002, n'a pas encore commencé sa diffusion. Cette chaîne satellitaire, à vocation commerciale, est détenue par un homme d'affaires ivoirien. Afric Channel, qui émettra depuis Milan (Italie), se veut pluridimensionnelle : elle vise à la fois le marché ouest-africain, celui de la Côte d'Ivoire en particulier, et les 8 215 000 Africains résidant en Europe.
Les paraboles et les chaînes cryptées, Canal+ Horizons et son bouquet, créent la concurrence par l’extérieur. Canal Horizon connaît un réel succès. Il existe des maisons de production, comme le Centre Ivoirien de production (CIP), Media Ox, Nikady’s ou encore Focale 13 fondée par le réalisateur Henri Duparc.

### Liste de chaînes nationales
- RTI 1
- RTI 2
- La 3
- NCI
- A+ Ivoire
- Life TV
- Al Bayane TV
- Ivoire TV Music
- 7Info
- NTV

### La RTI 1 et RTI 2 à la fois complémentaires et concurrentes
La première chaîne de télévision publique, RTI 1, diffuse sur tout le territoire national des émissions en semaine et ambitionnait, depuis peu, des programmes non stop les samedis et dimanches. RTI 1 joue, dans une certaine mesure, le même rôle que Fraternité Matin. Sans être la voix de son maître, elle porte les messages du gouvernement. Le contenu de ses programmes ne fait pas l’objet d’une censure systématique, mais elle connaît ses limites. La deuxième chaîne de télévision publique, RTI 2, émet dans un rayon de 100 kilomètres au-tour d’Abidjan. 
La Radiodiffusion télévision ivoirienne (RTI), société d’économie mixte de caractère particulier, est en ce moment en cours de restructuration. À l’issue d'un plan de restructuration, la RTI est divisée en trois entités autonomes pour que l’audiovisuel public soit apte à affronter la concurrence. Il y a désormais la radio, la télévision et une entité chargée de la diffusion.

## Radio
Le paysage audiovisuel ivoirien s'est enrichi de nombreuses stations émettant en modulation de fréquence (FM). Huit catégories : les radios privées non commerciales, les radios rurales, les radios confessionnelles, les radios commerciales privées, les radios écoles, les radios étrangères, les radios institutionnelles et les radios d'état.
Les radios de proximité représentent un intérêt local et prennent en compte la vie d'une communauté sur le plan social, économique et culturel (située dans un rayon de 10 km). Depuis juin 1998, les radios ont commencé à émettre à la suite du décret du 13 septembre 1995 fixant leurs règles de fonctionnement.
On dénombre environ 52 radios de proximité, principalement associatives, qui ont toutes obtenu un agrément. Parmi elles, 26 licences ont été attribuées à des communes et 26 à des personnes morales privées. La diffusion d'émissions à caractère politique ainsi que la publicité de marque y sont interdites. Cependant, leur nombre a considérablement diminué, en particulier à Abidjan..
Seules cinq radios privées sont autorisées à diffuser de la publicité :
- Radio Nostalgie, filiale de Nostalgie International, captée à Abidjan,
- JAM FM, autorisée depuis mars 1993, a enfin commencé ses émissions (début 2000). Le décret portant approbation de sa convention générale pour l'exploitation d'un service public de radiodiffusion avait été signé en Conseil des ministres du 24 avril 1996, est depuis 2004 la première Radio pour ce qui est de la qualité de son, d'émission et la plus écoutée en Côte d'Ivoire.
- HIT Radio CI, filiale de HIT Radio Maroc, autorisée en mai 2015. Radio musicale à destination des jeunes a une vocation nationale et diffuse à Abidjan sur la fréquence 93,3.
- VIBE Radio, filiale du groupe Lagardère diffuse à Abidjan.
- Trace FM, filiale de Trace TV.

Enfin, les trois radios étrangères captées sur la bande FM : RFI (Abidjan et Korhogo), Africa N°1 (Abidjan) et BBC (Abidjan) n'ont pas accès à la pub. La Voix de l'Amérique (Voice of America/VOA) a obtenu en septembre 2001 une licence en vue d'émettre en FM à Abidjan.

### Radio CI et Fréquences 2
Grandes ambitions et petits moyens Les deux chaînes de la radio nationale couvrent l’ensemble du territoire. Elles émettent en FM 24 heures sur 24, et synchronisent leurs programmes d’information radiodiffusés jusqu’à 8 heures du matin. La station nationale est plus tournée vers l’information institutionnelle et prend aussi en compte les besoins d’information des auditeurs à travers des émissions grand public, des débats sur des thèmes d’actualité, de société, de politique, d’économie et de culture. Fréquence 2, la deuxième station, vise un public plus jeune qui veut se divertir. Son programme est fait pour l’essentiel de magazines et d’émissions musicales. Les deux chaînes de radio qui ambitionnent d’être les meilleures et les plus proches des auditeurs sont handicapées par le manque de moyens. Les journalistes et les animateurs se pla1ignent d’être mal payés. La RTIa adopté depuis plusieurs années des programmes d’information radio et télévisés en langues nationales auxquelles s’ajoute le moré, langue des Mossi, dont une communauté de 3 millions de personnes vit en Côte d'Ivoire.

### Quelques stations de radios
- Radiodiffusion-Télévision ivoirienne
- RFI
- Bengueshow
- Radio Jam
- Fréquence 2
- Radio Côte d'Ivoire
- RFI 1 Afrique
- ONUCI FM

## Presse écrite

### Historique
L'histoire de la presse écrite en Côte d'Ivoire se divise en deux périodes : de l'indépendance (1960) au multipartisme (1990),  puis de 1990 à nos jours.
De 1960 à 1990, la Côte d’Ivoire compte seulement quatre titres de presse constants : deux quotidiens, Fraternité Matin et Ivoir Soir, et deux magazines, Fraternité Hebdo et Ivoire Dimanche (hebdomadaire de la culture et des arts). Fraternité Hebdo est le journal officiel du Parti démocratique de Côte d'Ivoire (PDCI). Tous ces organes relaient avant tout la parole officielle et n'émettent aucune critique sur le régime.
En 1990, le retour au multipartisme ouvre la voie au pluralisme d’expression. Six ans plus tard, 187 titres au rythme de parution plus ou moins régulier sont recensés dans le pays. En 2001, une cinquantaine de titres continuent de paraître dont une vingtaine de quotidiens et une trentaine de périodiques et sur un marché où la concurrence est vive.
La presse écrite représente alors un marché florissant. Le chiffre d'affaires global de la presse (nationale et internationale) vendue en Côte d’Ivoire a atteint, au cours de l’exercice 94-95, 6,8 milliards de francs CFA, dont plus de 70 % pour la presse ivoirienne. Les quotidiens du groupe Fraternité Matin représentaient plus de la moitié de ce total.

### Presse partisane
En Côte d'Ivoire, la totalité des titres de presse d'information a choisi sans ambiguïté un camp politique et l'accompagne dans sa lutte. Cette situation confère à la Côte d'Ivoire un des paysages médiatiques les plus politisés et les plus polarisés d'Afrique de l'Ouest.
A cet égard, on recense :
- FPI : Notre Voie[8]
- PDCI : Le Nouveau Réveil[8]
- RDR : Le Patriote[8]

Plusieurs journaux sont dans le giron de l'État : Fraternité Matin, Ivoir'Soir, les magazines Femme d'Afrique, Spécial Auto et le Guido. La privatisation du groupe Fraternité Matin, annoncée en août 2001 par le gouvernement, interviendra après sa restructuration.
La presse privée quotidienne est très dynamique : Actuel, Soir Info, L'Inter, Le National, Le Jour, etc.
La presse spécialisée s'est imposée : Top Visages (musique, leader en diffusion avec 50 000 ex), Gbich (satirique, 40 000 ex), Mimosas (sports), Mousso (femmes), etc. La plupart des journaux sont des tabloïds.

### Crise du tirage
La diffusion papier de Frat Mat baisse à 25 000 exemplaires en 2007, 20 000 dans les années 2010 jusqu'à atteindre 3 000 en 2022. Une des explications est l'augmentation du coût de l'impression papier.

### Atteintes à la liberté de la presse
Les atteintes à la liberté de la presse en Côte d'Ivoire sont multiformes : interpellations, saisie des journaux, suspensions d'émissions radios, fermeture de journaux, emprisonnement voire assassinats de journalistes. La démocratie en Côte d’Ivoire demeure fragile et l’alternance politique, le déséquilibre dans la représentation politique et l’exercice d’un pouvoir très centralisé et souvent autocratique,,,.
La Côte d’Ivoire occupe ainsi le 82e rang du classement mondial de la liberté de la presse avec un score de 30,08 en 2018. Elle est en recule d’une place par rapport au précédent classement datant de 2017, a révélé Reporters sans frontières (RSF).
Pendant la crise politico-militaire en Côte d'Ivoire, les atteintes à la liberté de la presse se sont multipliées en Côte d'Ivoire,.
En voici une liste non exhaustive :
- Alors que des personnalités du plus haut niveau de l'État sont mis en cause par le rapport de l'ONU sur la répression sanglante de la manifestation du 25 mars, l'entourage de Laurent Gbagbo est mis en cause par la justice française à propos de la disparition le 16 avril 2004, de Guy-André Kieffer, journaliste franco-canadien.
- Un autre journaliste français, Jean Hélène, avait été abattu le 21 octobre par un policier ivoirien, Théodore Séri. Il a été condamné en janvier 2004 à 17 ans de prison. C'est le seul cas d'assassinat ou de disparition de journaliste ayant donné lieu à une enquête sérieuse et une condamnation depuis leur multiplication en 2002.

- Le siège du quotidien Le Patriote a été mis à feu à deux reprises ;
- Les émissions des radios étrangères RFI, Africa Numéro 1 et BBC ont été interrompues à deux reprises ;
- Le siège de la radio Nostalgie a été incendié ;
- Les « Jeunes Patriotes » ont à plusieurs reprises déchiré des publications jugées hostiles au pouvoir et cassé des kiosques qui vendaient des publications considérées comme soutenant l'opposition ou les rebelles, dont Le Patriote, Le Libéral, 24 heures, Le Jour plus et Le Nouveau Réveil. Les livreurs de certains de ces journaux ont été plusieurs fois agressés ;
- Le siège de Canal Satellites Horizons a été attaqué ;
- Le journaliste Dembélé Vazoumana du quotidien Tassouman, a été enlevé et séquestré pendant des jours ; des miliciens l'ont torturé en tirant à bout portant sur ses jambes ;
- Jonas Nagolourgo Ouattara, journaliste photographe au quotidien Notre Voie a été dépouillé de son matériel photographique et menacé par les éléments des Forces nouvelles ;
- Tagro Danielle du Courrier d’Abidjan a été agressée par un ministre, pendant qu’elle prenait des photos de l’attaque du cabinet de ce membre du gouvernement par les étudiants ;
- Au cours d’une cérémonie officielle à Yamoussoukro, Diallo Ibrahim, photographe et Charles Sanga, journalistes du Patriote, et Franck Konaté de 24 Heures, ont été agressés par des éléments de la Garde présidentielle (référence nécessaire) ;
- Certains journalistes ont été menacés ou ont subi des manœuvres d’intimidation à cause leurs sympathies politiques supposées. Il s’agit notamment de Dénis Kah Zion du Nouveau Réveil, de Pol Dokui de la RTI ; de Fofana Mambé de Soir Info ; de Dénis Koné de 24 Heures et de Koné Seydou du Patriote ;
- La disparition le 16 avril 2004 à Abidjan du journaliste Franco-Canadien Guy-André Kieffer reste non élucidée plus de 13 ans après les faits. Ce dernier enquêtait sur la filière cacao en Côte d’Ivoire, un secteur économique essentiel à l’État et à une certaine élite, soupçonnés d’être à l’origine de nombreux trafics d’influence[17],[18];
- Amadou Dagnogo, correspondant de L'Inter, est porté disparu depuis le 28 août 2004 pour avoir rendu compte des dissensions dans les rangs des ex-rebelles ;
- Une décision de l'Agence de télécommunications de Côte d'Ivoire (ATCI), datée du 24 mars 2011 prévoit d'interdire l'accès à plusieurs sites Internet indépendant ou d’opposition à Laurent Gbagbo[19],[20],[21] ;
- Le siège du groupe de communication Cyclone, société éditrice des quotidiens d’opposition Le Temps et LG Infos ainsi que du magazine culturel Prestige Magazine, a été l’objet d’une attaque pendant le week-end des 18 et 19 août 2012. Plusieurs hommes armés ont fait irruption dans les locaux et ont partiellement incendié le bâtiment[22],[23] ;
- Le siège du groupe Nord Sud Communication, société éditrice du quotidien Nord Sud, a été l’objet d’un cambriolage aux environs de 3 heures du matin, le 7 novembre 2012. Cinq hommes en civil mais armés de fusils d’assaut kalachnikovs, circulant à bord d’un véhicule 4×4 et d’une berline, ont escaladé les murs d'enceinte du journal et ont pénétré dans les locaux après avoir fracturé les portes[24],[25];
- Libération le 3 mai 2013, du directeur général du groupe Cyclone, Ousmane Sy Savané, à l’occasion de la journée mondiale de la liberté de la presse. Il avait été emprisonné le 27 mars 2012 pour « atteinte à la sûreté de l’État »[26],[27] ;
- Placement en détention préventive à la Maison d’arrêt et de correction d’Abidjan (Maca) pour "offense au chef de l’État" et fausses nouvelles", le 29 juillet 2015, de Joseph Gnahoua Titi, rédacteur en chef et directeur de publication du quotidien[28],[29] ;
- Cambriolage dans la nuit du samedi 23 au dimanche 24 juillet 2016 dans les locaux du journal satirique et d'investigation L'Eléphant Déchaîné, situé dans le quartier résidentiel de Deux-Plateaux les Oscars dans la commune de Cocody à Abidjan[30],[31],[32];
- Laurent Despas, le directeur général du site d’information www.koaci.com, poursuivi en justice le 20 octobre 2017 pour « divulgation de fausses nouvelles »[33] après avoir réalisé et publié une interview de Michel Gbagbo ;
- Mise en détention préventive le 12 février 2017 dans les cellules de la caserne de gendarmerie d’Agban de Coulibaly Vamara, le directeur de publication des quotidiens Soir Info et de l’Inter, de Yacouba Gbané, le directeur de publication du journal Le Temps, de Bamba Franck Mamadou, le directeur de publication de Notre Voie, de Hamadou Ziao, le rédacteur en chef de l’Inter, de Ferdinand Bailly, journaliste à Le Temps et de Jean Bédel Gnago, correspondant de Soir Info à Aboisso (Sud-Est), libérés le 14 février 2017 à titre provisoire. Tous sont accusés de "diffusion de fausses nouvelles" et de « incitation de militaires à l’insoumission et à la rébellion »[34] ;
- Les deux journalistes Dan Opeli et Yves Kuyo du journal ‘Le Quotidien’ ont été interpellés et placés en garde à vue, le 31 juillet 2017 à la Brigade de recherche de la gendarmerie nationale à Abidjan pour “divulgation de fausses nouvelles”, sur autorisation de Richard Adou, le procureur de la République près du tribunal de première instance d’Abidjan-Plateau. Ceux-ci libérés le 1er aout en fin d’après-midi[35],[36];
- Le correspondant de Radio France internationale en Côte d’Ivoire, Jean Hélène a été assassiné[37].

### Liste de journaux

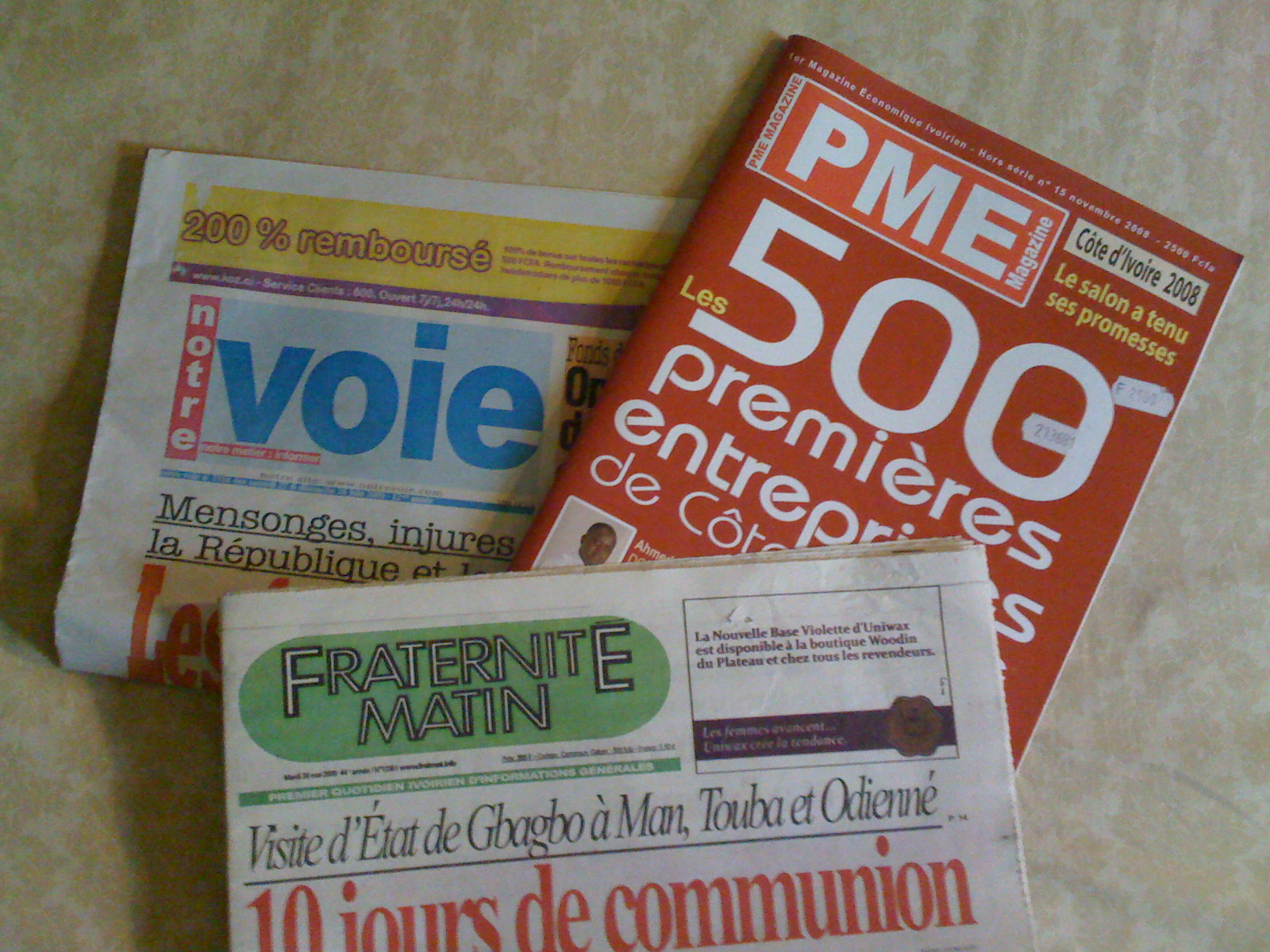
Couvertures de Notre Voie, PME Magazine et Fraternité Matin.

## Presse écrite en ligne
Depuis le développement d'internet, plusieurs sites ivoiriens ont vu le jour.
Le site d’actualité de référence[source secondaire nécessaire] en Côte d’Ivoire est linfodrome.com, la reconversion digitale du tout premier groupe de presse indépendant OLYMPE, avec ses journaux : Soir Info, L'Inter et Star Magazine.
Libre Magazine est un espace indépendant d'information d'intérêt public. Sa mission est de promouvoir les libertés individuelles et collectives par l'information, la formation et l'éducation. Il met la liberté d'expression au cœur de ses activités. 
linfodrome.com  informe à travers des articles et vidéos en politique, économie, société, people, sport, santé.
Le site le plus populaire est abidjan.net, qui présente l'actualité ivoirienne et internationale à travers des articles et caricatures des différents journaux de la Côte d'Ivoire (économie, sport, politique, dépêche). 
Il existe d'autres sites ivoiriens : abidjanshow.com est le premier portail du showbizz ivoirien ; sport-ivoire.ci est le premier site consacré au sport ivoirien et international ; abidjan.show, lancé en 2016, est un site d'information sur les célébrités et l'actualité culturelle ; ivoire-blog.com est une plateforme des blogueurs africains, tout comme koaci.com, libremagazine.net ou cotedivoire.news. Il existe entre autres Zapping Medias, un média généraliste créé par des journalistes formés à l'Institut polytechnique des sciences et techniques de la communication (ISTC). Côté religieux, on[style à revoir] enregistre l'arrivée depuis janvier 2009 de réseaux sociaux confessionnels.
Les médias ivoiriens, les associations, les partis politiques et les institutions possèdent généralement leur site officiel comme Fraternité Matin ou encore la Radiodiffusion télévision ivoirienne.

## Régulation
La Haute Autorité de la communication audiovisuelle est l'organisme de régulation de l'audiovisuel (télévision et radio) en Côte d'Ivoire. Elle œuvre en tant qu'autorité administrative indépendante.
En ce qui concerne la presse écrite, le Conseil national de la presse est l'organisme chargé de la régulation. Elle assure ses missions en tant qu'autorité administrative indépendante, au terme de la loi n°2004-643 du 14 décembre 2004 portant régime juridique de la presse, et sanctionne les infractions effectuées par les médias contrevenant à ce régime juridique.